# 178 (číslo)
Sto sedmdesát osm je přirozené číslo, které následuje po čísle sto sedmdedesát sedm a předchází číslu sto sedmdesát devět. Římskými číslicemi se zapisuje CLXXVIII.

## Chemie
- 178 je nukleonové číslo druhého nejběžnějšího izotopu hafnia.[1]

## Matematika
- deficientní číslo
- nešťastné číslo
- nepříznivé číslo

- součet dvou druhých mocnin (132 + 32)
- v dvojkové soustavě se skládá ze stejného počtu nul a jedniček, viz výše
- palindrom ve třech číselných soustavách s po sobě jdoucími základy: 17810 = 4546 = 3437 = 2628

## Doprava
- Silnice II/178 je česká silnice II. třídy vedoucí na trase Vodokrty – Blovice[2]

## Astronomie
- 178 Belisana je planetka hlavního pásu.

## Roky
- 178
- 178 př. n. l.